# Dubsko
Dubsko je osada, evidenční část obce Přestavlky u Čerčan v okrese Benešov. Osada leží v katastrálním území Přestavlky u Čerčan (v minulosti náležela ke Lštění). Dubsko se nachází na náhorní planině, kterou u Zlenic obtéká řeka Sázava. Východně od osady protéká Dubský potok, přítok Sázavy. Část obce vznikla k 14. lednu 2020 poté, co zastupitelstvo Přestavlk schválilo v listopadu 2019 její zřízení.
Do Dubska vede jediná asfaltová silnice, která je spojuje s Přestavlky. Ve vesnici se nachází bývalá panská hájovna (čp. 5), dvůr (čp. 2) a severozápadně od jádra osady leží v lese hrázděný lovecký zámeček (čp. 10), u kterého stojí vysílač. Ostatní zástavbu tvoří převážně chaty.
Jméno osady původně patřilo lesu (zmínka z roku 1709), tento les byl zřejmě nazván podle příslušnosti k hradu Stará Dubá. Osada je prvně zmiňována v roce 1738 (pomineme-li spekulativní zmínku o vsi Lhota Dubowa z roku 1397). V 19. století ves vykoupil František Ferdinand d'Este (majitel konopišťského panství) a nechal ji kvůli stavbě loveckého zámečku zbořit – ponechal pouze hájovnu. Dubsko mu sloužilo jako lovecký revír. Zástavba byla obnovena v 1. polovině 20. století.
Dubskem prochází žlutě značená turistická stezka, jižně od osady se nachází rozcestník Dubsko, kde se žlutá trasa napojuje na modrou. Severně od osady leží zřícenina hradu Stará Dubá a městečko Odranec, západně od vsi se nachází kostel sv. Klementa na hradišti ve Lštění (kostel byl mylně uváděn jako zbořený kostel v Dubsku), jižně (směrem na Přestavlky) se tyčí vrch Vepří (481 m) a východně od osady leží vesnice Doubravice 1.díl.
V Dubsku je provozována malá pěstitelská palírna a funguje zde spolek Dubsko, z. s..

## Galerie

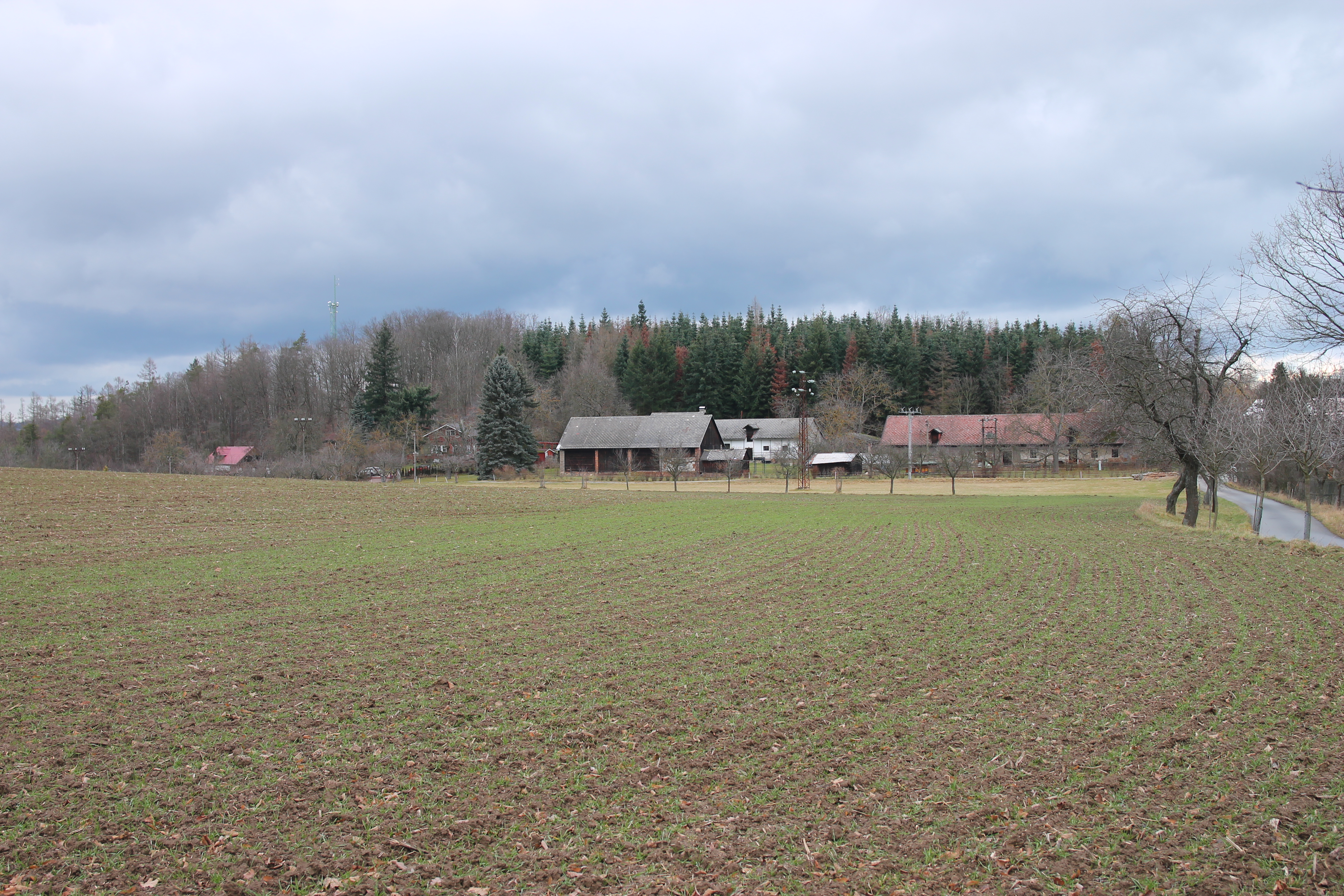
Celkový pohled od jihu
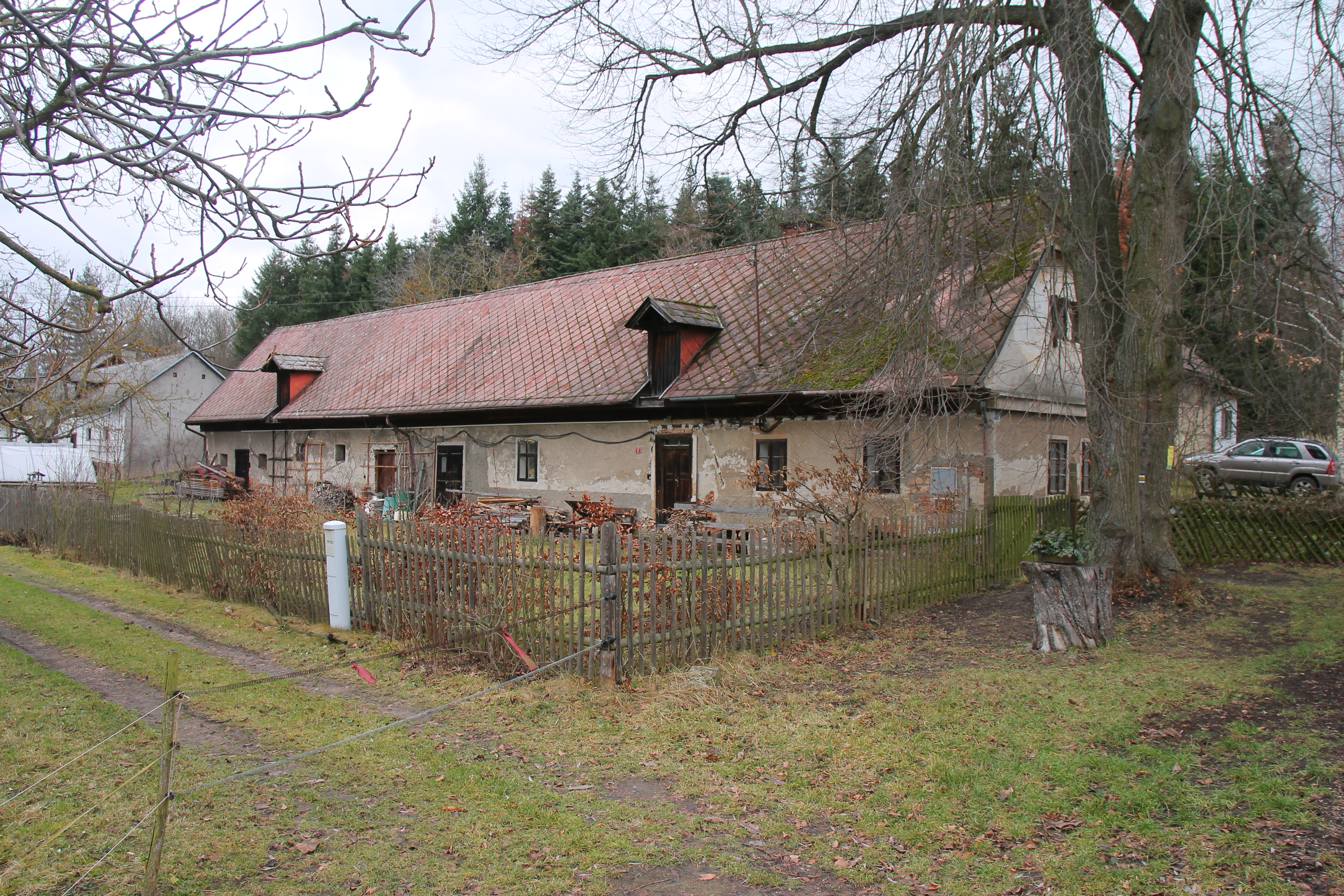
Dům čp. 2
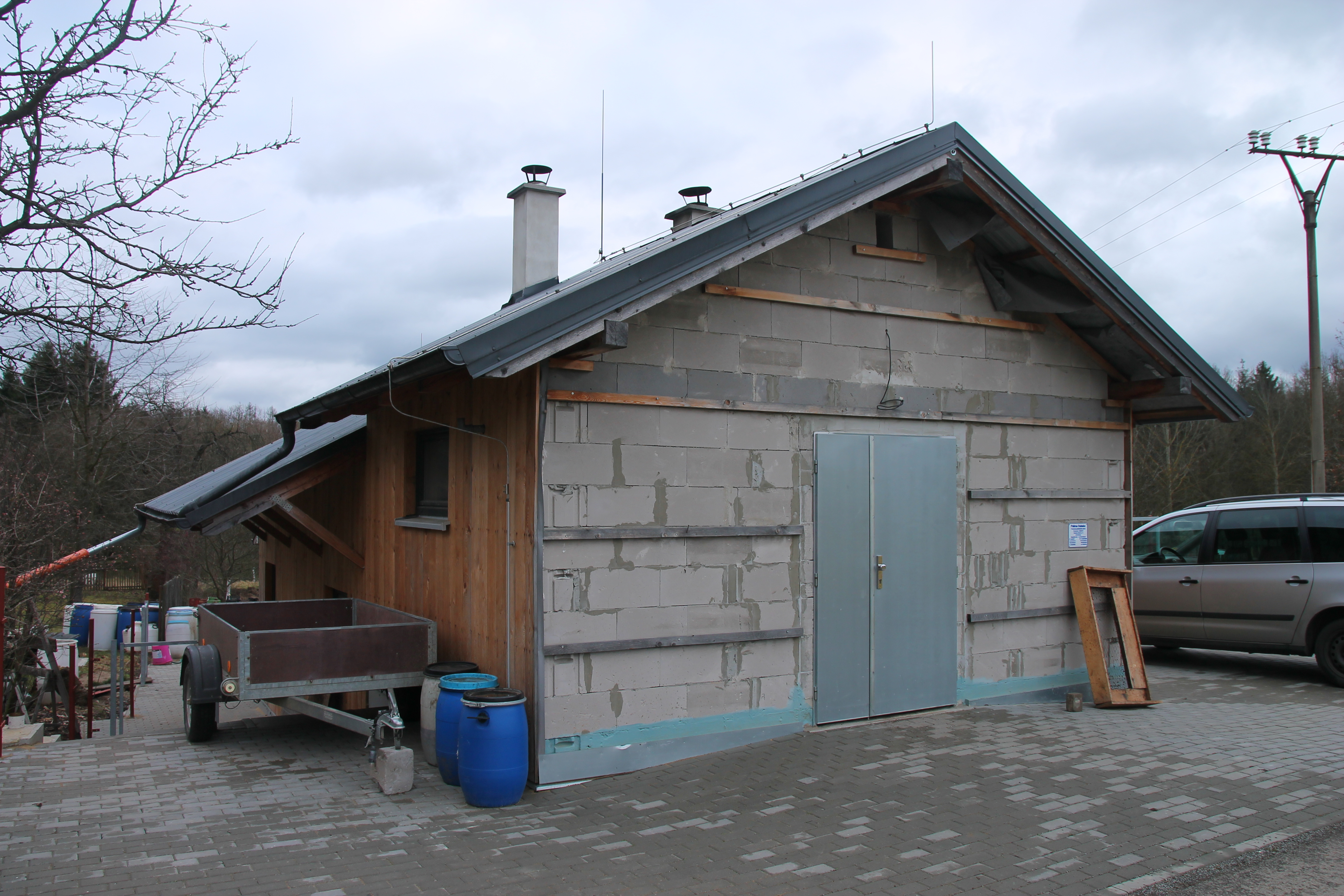
Palírna
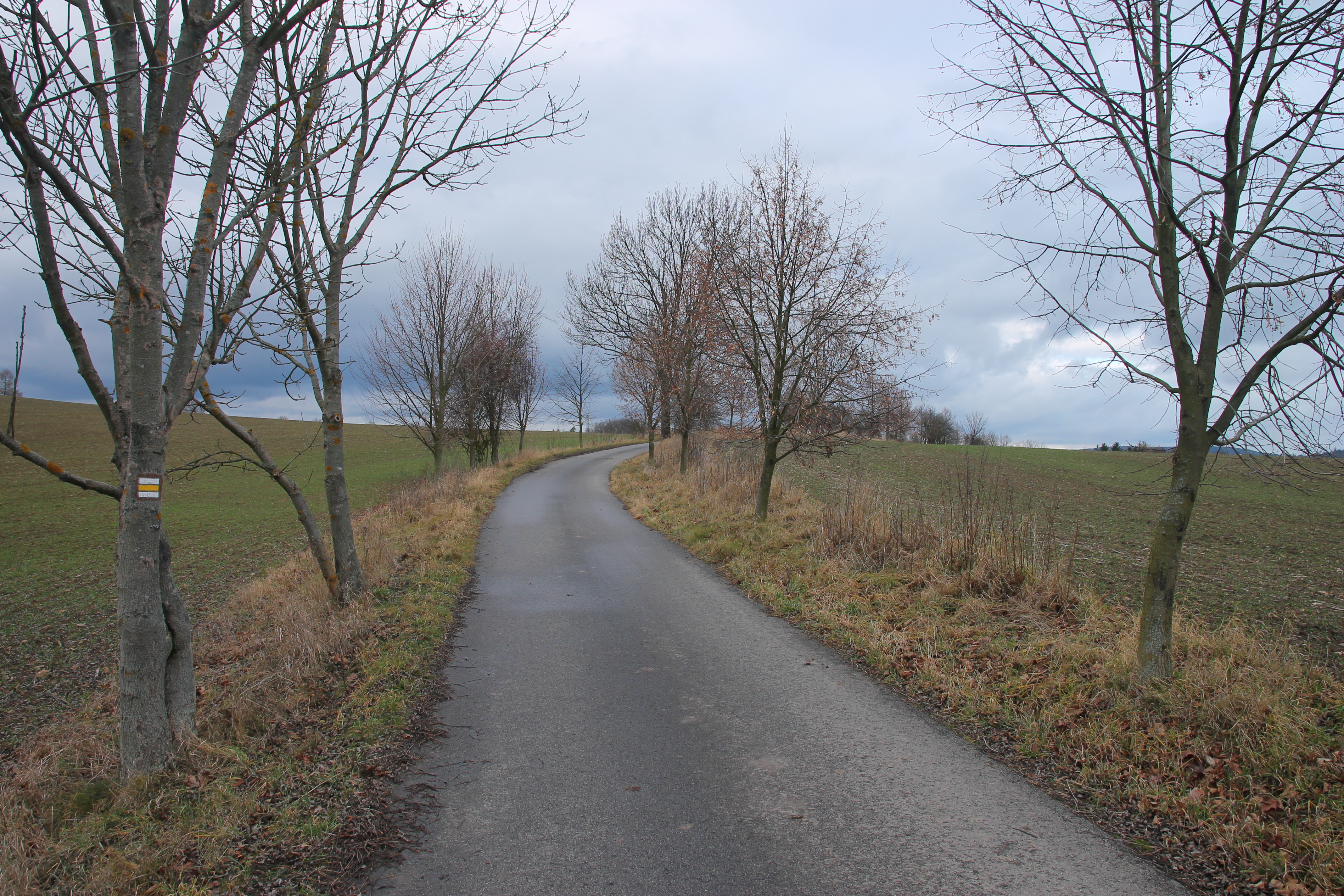
Silnice od Přestavlk
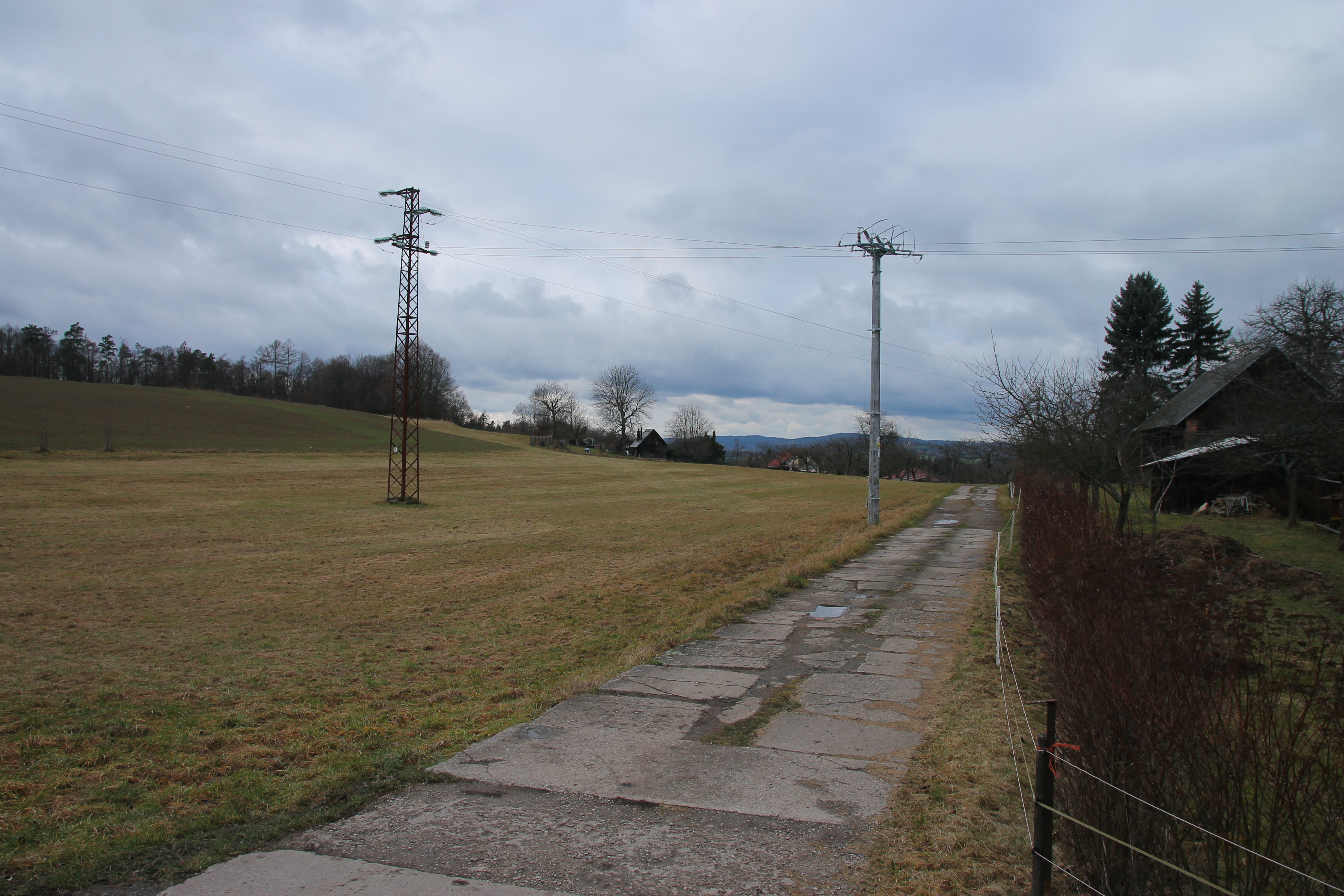
Cesta k chatám
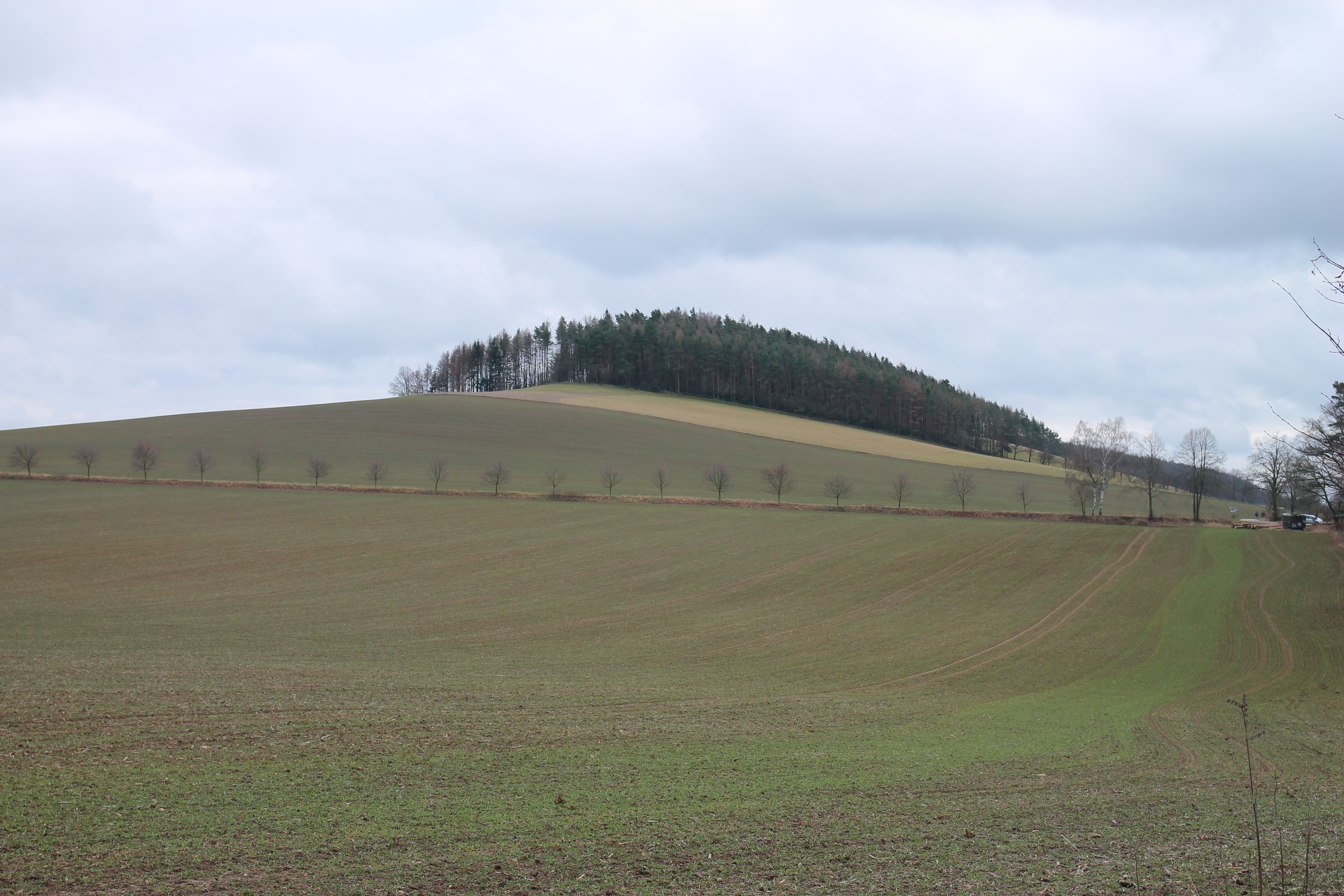
Vepří